# لفور
دهستان لفور (لپور) یکی از دهستان‌های شهرستان سوادکوه شمالی در استان مازندران در شمال ایران است.

## جغرافیا
این دهستان از سمت جنوب به ارتفاعات رشته‌کوه البرز، از سمت غرب به منطقه قرآن‌تالار یا بابلکنار و از سمت شرق به جنگل‌های منتهی به بخش زیراب و جوارم و از سمت شمال به جنگل‌های منتهی به بخش شیرگاه محدود است. دهستان لفور از۲۹ آبادی و روستا تشکیل شده است که مهم‌ترین روستاهای آن عبارت‌اند میرارکلا، بورخانی، دهکلان، لفورک، گشنیان، شاه‌کلا، مرزیدره، پاشاکلا، اسبوکلا، چاشتخوران از نفت‌چال شامل روستای نفت‌چال و آبادی‌های پلیکا، سیاه‌کلا، قاضی‌کلا، پاپک، تاشیه، سوته، تپه‌سر، خربمرد)، وامام‌کلا (شاه‌کلا)، چاکسرا، حجی‌کلا، درزی‌کلا، رئیس‌کلا، آبندان، خرکاک،
رنگو، سنگ‌سی، شارقلت، عالم‌کلا، تمر، غوزک رودبار، کالی‌کلا، کفاک، گالش‌کلا، لودشت و مرزی‌دره می‌باشد. براساس آخرین سرشماری عمومی کشور در سال ۱۳۸۵ جمعیت این منطقه ۴۸۲۶ نفر و مساحت آن با احتساب مناطق جنگلی ان حدود هشت‌هزار هکتار می‌باشد. آیت‌الله صالحی مازندرانی نفت‌چالی از مشاهیر بزرگ این دهستان بودند که بخاطر وی نام سد البرز به سد آیت الله صالحی مازندرانی تغییر نام پیدا کرد.
دهستان لفور از مجموعه دره‌ها و ارتفاعات تشکیل شده است که بلندترین نقطه آن به نام روستای بورخانی، ۶۵۱ متر از سطح دریا ارتفاع دارد. حوزهٔ ارتفاعات و دره‌های لفور شامل ارتفاعات منطقه امام‌کلا ودره مرزیدره، دره میرارکلا، دره آذز (خربمرد) ارتفاعات اسبوکلا و دره موزین را تشکیل می‌دهند که ارتفاع آن‌ها از غرب به شرق و متمایل به سمت رشته کوه البرز افزایش می‌یابد که این دره‌ها و ارتفاعات به به دره‌ها و ارتفاعات وسو منطقه لفور را در غرب شهرستان سوادکوه پدیدآورده‌اند که دارای جنگلهای انبوه و بسیار زیبائی می‌باشد. دره‌های مذکور رودخانه‌های کوچک آذررود، گتو (کرسنگ رود)، و بولک را ایجاد می‌کنند که پس از هم پیوستن به یکدیگر در پایین دست روستای مرزیدره رود لفور (لپور روهار که لپور اسم قدیمی لفور می‌باشد که هنوز در میان بومیان منطقه به این نام خوانده می‌شود و روهار اسم بومی رودخانه می‌باشد) را تشکیل می‌دهند. کمترین عرض این رودخانه ۱۰ متر و بیشترین عرض آن ۸۰ متر است. دبی سالانه این رودخانه در ایستگاه بابل ۳/۵۶۱ میلیون متر مکعب است که کمترین میزان آبدهی آن در ماه‌های تیر و مرداد است.

## جمعیت
آمار جمعیت روستاهای دهستان لفور در آخرین سرشماری رسمی در سال ۱۳۹۵ هجری شمسی؛ طبق این آمار منطقه لفور دارای ۲۸ روستا و آبادی با ۱۸۰۸خانوار و جمعیتی بالغ بر ۴۹۵۹ نفر می‌باشد که روستاها به ترتیب جمعیت به شرح ذیل می‌باشند و طبق این آمار و دیده‌ها روستای کالیکلا بیشترین جمعیت را در منطقه لفور دارد.
۱ کالیکلا ۸۵۰نفر
۲ رئیس کلا ۵۰۷نفر
۳ عالم کلا ۴۵۴نفر
۴ بورخانی ۳۷۸ نفر
۵ گالشکلا ۳۳۴نفر
۶ شاهکلا ۲۸۳نفر
۷ نفت چال ۲۳۶نفر
۸ آبندان ۱۹۷نفر
۹ شارقلت ۱۷۹نفر
۱۰ خرکاک ۱۷۴ نفر
۱۱ مرزیدره ۱۶۹نفر
۱۲ افراسی ۱۵۵ نفر
۱۳ دهکلان ۱۵۲نفر
۱۴ لودشت ۱۲۷ نفر
۱۵ غوزک رودبار ۱۲۷ نفر
۱۶ پاشاکلا ۹۳ نفر
۱۷ آغوزبن ۸۹ نفر
۱۸ میرارکلا ۸۵ نفر
۱۹ ریکو ۷۳ نفر
۲۰ درزیکلا ۷۲ نفر
۲۱ تمر ۶۷ نفر
۲۲ سنگسی ۶۳ نفر
۲۳ کفاک ۴۵ نفر
۲۴ چاکسره ۱۶ نفر
۲۵ اسبوکلا ۱۴ نفر
۲۶ گشنیان ۱۳ نفر
۲۷ حاجیکلا ۵ نفر
۲۸ امیرکلا ۲ نفر
🔸روستاهایی که همه یا بخشی از آن به زیر آب رفته‌اند به شرح زیر می‌باشد.
لفورک، چاشتخواران، گشنیان، اسبوکلا، امیرکلا، حاجیکلا، چاکسرا، کفاک، میرارکلا

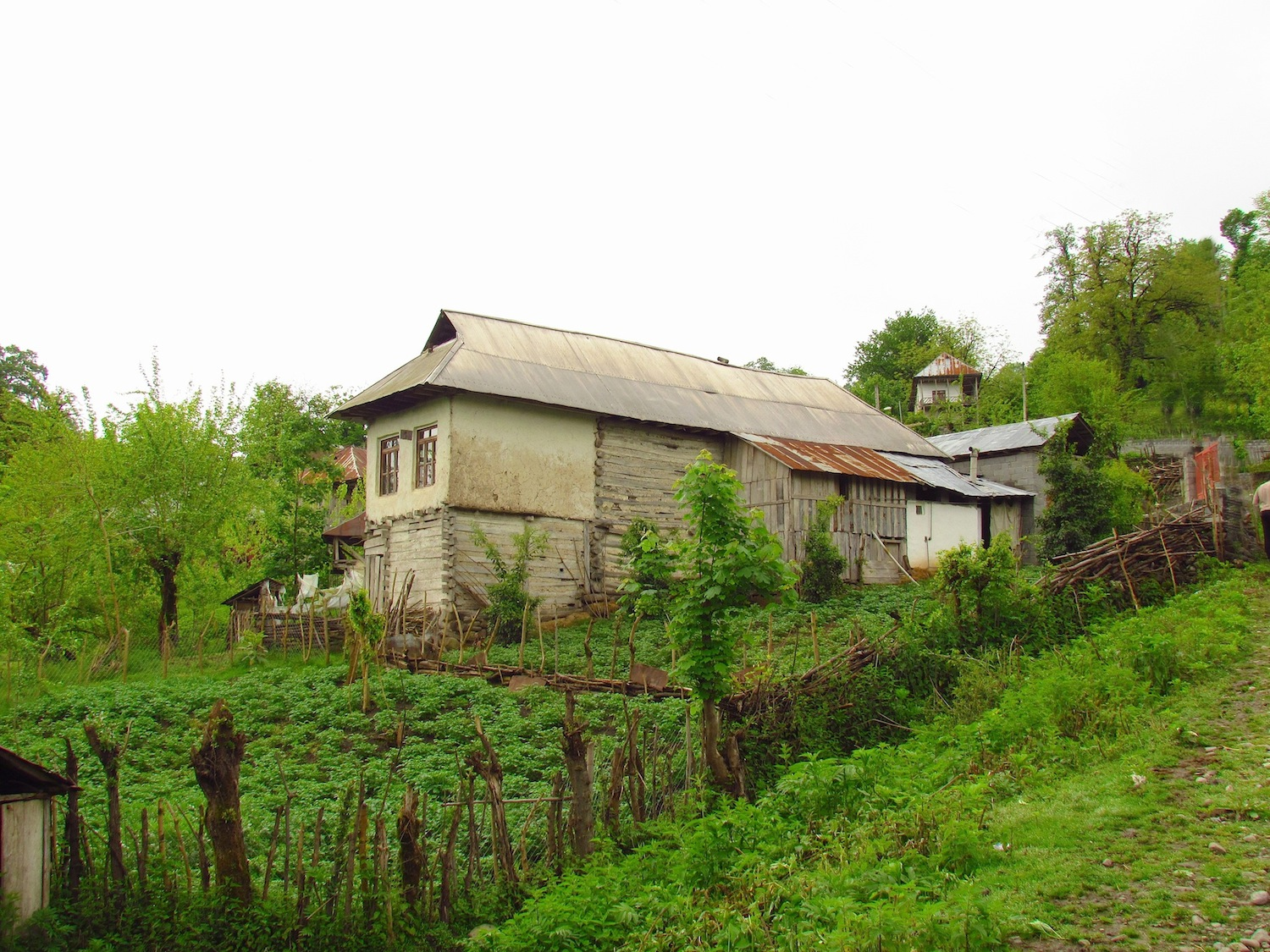
روستای تمر

## تاریخ
اسپهبد لفور «۲۵۰ ق / ۸۶۴ م» از بازماندگان خاندان قارن در این روزگار «حدود ۲۵۰ هـ. ق/۸۶۴ م» با زیدیه و سپاه او هم پیمان شده بود. اسپهبد لفور ظاهراً کمک به زیدیه را بهانه‌ای کرده بود تا بدان وسیله از توسعه و بسط قدرت و نفوذ خاندان باوند که تدریجاً مایه زحمت و وحشت آن‌ها شده بود به موقع جلوگیری نماید. به هر حال هر چند اسپهبد قارن بن شهریار باوندی در مقابل اسپهبد لفور به مقاومت برخاست، اما لشکری که سید حسن به یاری اسپهبد لفور فرستاد و ظاهراً به غیر از داوطلبان کلار، دیلمان و آمل، شامل باذوسپانان فریدون از خاندان پادوسپانان رویان هم می‌شد، موجب شکست و هزیمت اسپهبد قارن شد و خطری که از سوی این خاندان، قارنیان را تهدید می‌کرد، موقتاً برطرف شد. از عاقبت کار اسپهبد لفور پس از این واقعه اطلاع چندانی در دست نیست. برخی پژوهندگان بر این باورند که نام سوادکوه با تغییر واژه کهن فرشوادگر به فرشوادکوه سپس تبدیل آن به سوادکوه پدید آمده است. در بر خی از اسناد و کتب تاریخی اسامی دیگری مانند قارن کوه، شروین کوه، جبال شروین و کولاچی نیز برای این ناحیه بکار رفته است.

## آثار باستانی و تاریخی
طبق کشفیات جدید آثار و شواهدی از معماری دوران عصر آهن در کاوش‌های باستان‌شناختی محوطه سد البرز واقع در لفور کشف شد. در پی کاوش‌های اخیر در محوطه سد البرز که روی تپه تاریخی چاشتخوران صورت گرفت، آثار معماری از دوران عصر آهن به‌دست آمده است. آثار مکشوفه از این تپه تاریخی را می‌توان شامل پی‌های سنگی خانه‌ها، تنور و خمره ذخیره‌سازی مواد غذایی و همچنین قالب‌های سنگی و سفالی ذوب فلز عنوان کرد. بنا به گفتهٔ باستان‌شناسان مطالعات اولیه روی این آثار نشان می‌دهد که مردم این منطقه موفق به دستیابی به روش پیشرفته‌ای از پخت سفال در فرم‌های گوناگون و ذوب فلزات شده بودند. در این منطقه همچنین دو گورستان مربوط به اوایل اسلام کشف شده است که در آن اجساد به همراه تابوت‌های چوبی با بست‌های فلزی و گورهایی شناخته شده با آجر دفن شده‌اند. در طی سال‌های ۱۳۸۳ و پس از آن گمانه زنی روی تپه چاشتخوران و منطقه اطراف آن برای کشف بقایای بیشتری از معماری و گورستان عصر آهن ادامه خواهد داشت. براساس گزارش سازمان میراث فرهنگی و گردشگری مازندران، سد البرز در منطقه لفور شهرستان سوادکوه در حال ساخت است که با آبگیری این سد در سال ۱۳۸۵ بخش‌های وسیعی از دهستان لفور حدود ۱۲ روستا و تعدادی از محوطه‌های باستانی به زیر آب خواهد رفت. گورستان تاریخی لفورک به همراه روستای لفورک و ۱۱روستای دیگر و چندین محوطه تاریخی دوره اسلامی در منطقه سوادکوه متأسفانه با آغاز آبگیری سد البرز به زیر آب خواهد رفت. در حال حاضر نخستین فصل از بررسی‌های باستان‌شناسی در پشت سد البرز به پایان رسیده و باستان شناسان در انتظار آغاز دومین فصل این کاوشها در این منطقه هستند. گورستان لفورک در مجاورت روستای لفورک قرار گرفته است.

### اوضاع سیاسی و اجتماعی
منطقه لفور محل سکونت مردان بزرگی بوده است که سوابق شخصیت‌های مشهور آن در دست تدوین می‌باشد و درآینده معرفی خواهند شد. ازجمله این شخصیت‌ها اسماعیل صالحی مازندرانی از روستای نفت‌چال است. شرح‌حال و زندگی‌نامهٔ صالحی مازندرانی توسط مرکز اسناد انقلاب اسلامی بازنویسی، تدوین و در ۳۶۵ صفحه و چهار فصل عرضه شده است.

## جاذبه‌های گردشگری و مذهبی
- دریاچهٔ سد البرز
- جنگل خربمرد
- امامزاده سه تن بزرگوار - گزو
- امام زاده سید محمد ال کیا- نفت چال
- امامزاده سید علی کیا-شاهکلا
- آبشار اسکلیم (گالش کلا)[۱]
- اکو کافه باراک- نفت چال

### سد البرز
سد البرز با ارتفاع ۷۲ متر در دهستان لفور بر روی رودخانه لفور احداث شده است. این سد خاکی در منطقه‌ای واقع شده است که به لحاظ تاریخی دارای اهمیت زیادی است.
از جمله ماهیان معروف سد لفور می‌توان به زردپر، سرخ باله و سفید رودخانه‌ای اشاره نمود.

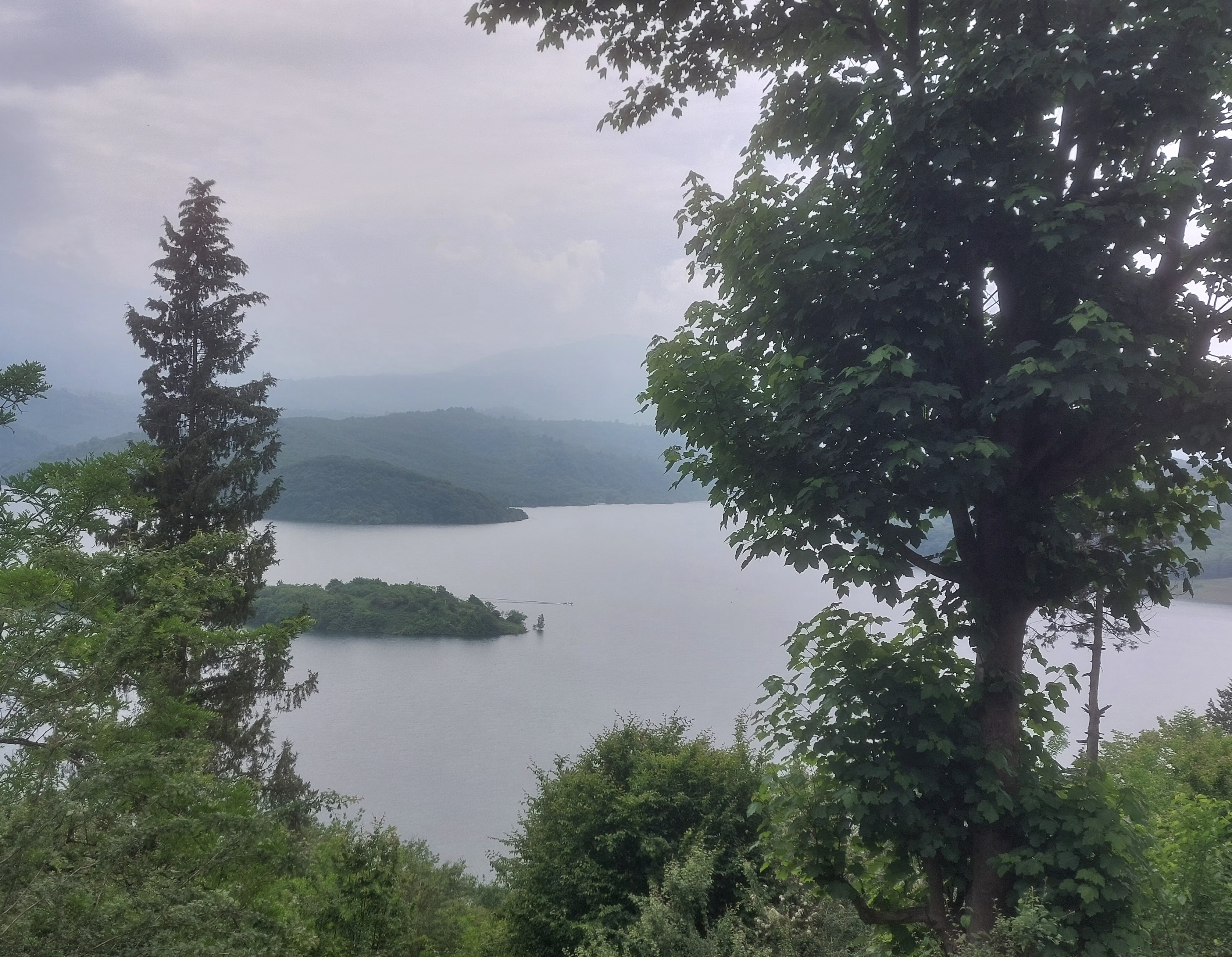
سد لفور

### ناحیه جنگلی لفور
این جنگل‌ها در مرکز دهستان لفور و شار قلت و در مسیر محدوده اطراف سد دارای زمینه بسیار مساعد برای اجرای طرحهای گردشگری هستند. اکنون نیز علی‌رغم عدم برخورداری از امکانات مناسب اقامتی و پذیرایی، با وجود روستاهای زیبای بورخانی، گشنیان، نفت چال، چاکسر، اسبوکلا، گالش‌کلا، میرارکلا، غورک رودبار، امام‌کلا، کالی‌کلا، مرزیدره و عالم‌کلا به همراه چشمه سارها، رودها، انهار و مناظر بی‌نظیر طبیعی دیگر، از بدیع‌ترین چشم‌اندازها برخوردار است و در تعطیلات سالانه گردشگران بی‌شماری را به خود جلب می‌نماید.
منطقه جنگلی خربمرد با مناظر طبیعی و بکر فوق‌العاده آن چشم هر بیننده خیره می‌کند.

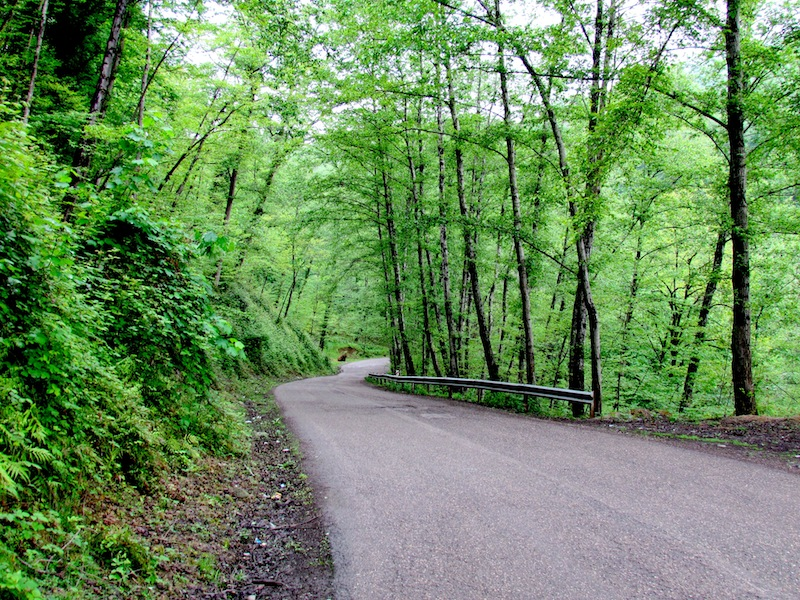
جنگل لفور

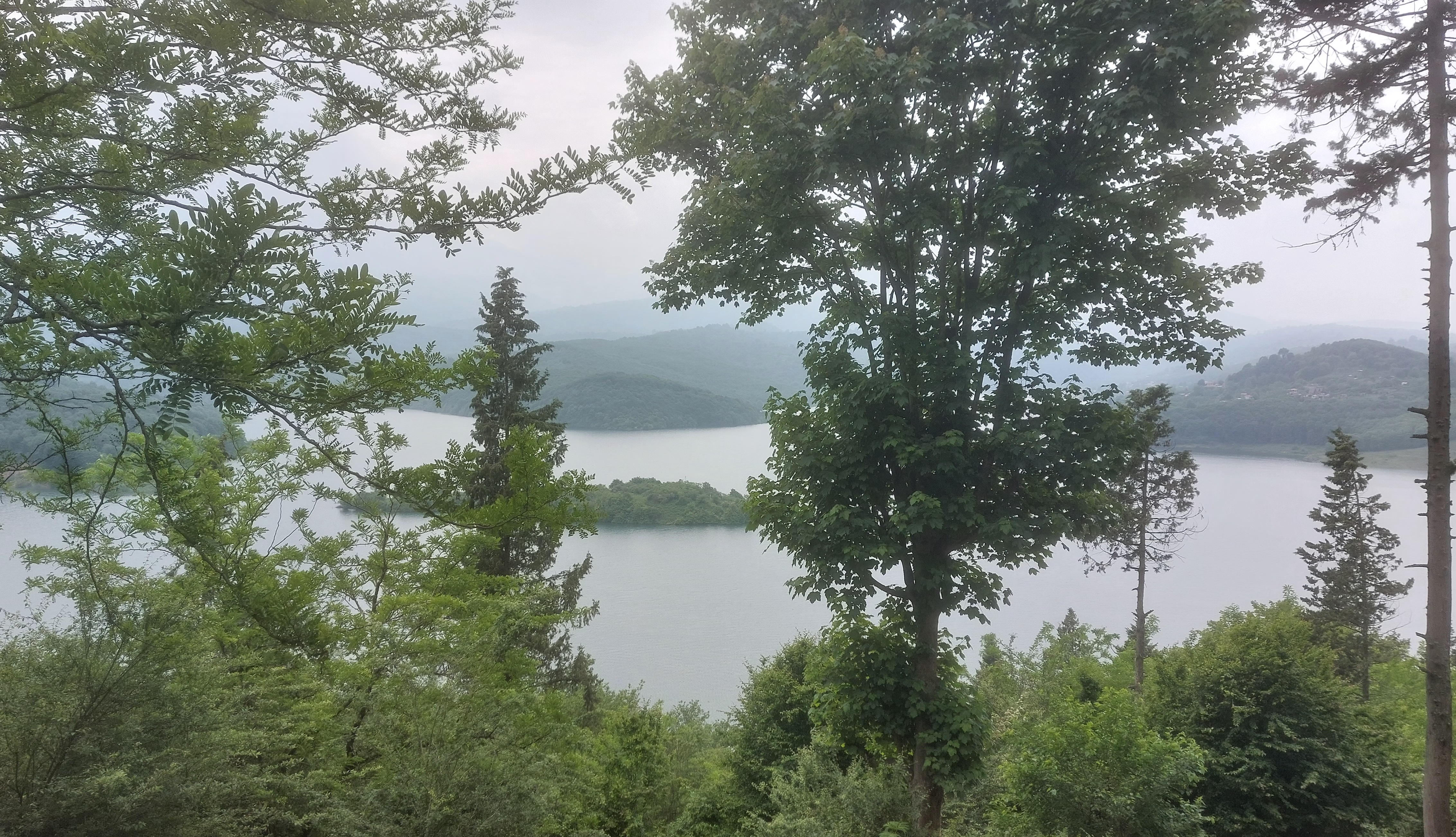
جنگل و سد لفور

## آداب و رسوم

### نوروز خوانی
نوروز خوانانی معمولاً پانزده روز قبل از فرا رسیدن عید نوروز شروع می‌شود. در مراسم نوروزخوانی نوروز خوانان معمولاً به داخل روستاها می‌آیند و با خواندن اشعار در مدح بهار و ترانه‌های محلی، طلیعه سال نو را به آنان مژده می‌دهند. نوروز خوانان چند نفر هستند که یک نفر اشعار را می‌خواند، یک نفر ساز می‌زند، نفر دیگر که به آن کوله کش (بارکش) می‌گویند به در خانه‌های مردم می‌رود و می‌خواند:
باد بهارون اومده/
نوروز سلطون اومده/
مژده دهید به دوستان/
گل به گلستون اومده
یا اینکه همین مضامین را با عبارات:
بهار آمد بهار آمد خوش آمد/
سمن در سبزه‌زار آمد، خوش آمد/
نوروزتان نوروز دیگر/
شما را سال نو باشد مبارک.
صاحب خانه نیز با دادن پول، شیرینی، گردو، تخم مرغ و نخود، و کشمش از آنان پذیرایی می‌کند.

### چهارشنبه سوری
از مراسم به جا مانده در ایران زمین، چهارشنبه سوری است که در پایان چهارشنبه هر سال برگزار می‌شود. صبح روز چهارشنبه آش ترش، درست می‌کنند. آشی که محتوی ترشی گوجه سبز، و آب ازگیل برخی سبزی در آن می‌ریزند و بعد از آماده شدن بین همسایه‌ها پخش می‌کنند و در بعضی از روستاها غروب همان روز می‌خوانند با آرزوی شادی و خوشی برای خود و خانواده خود از روی آتش می‌پرند.

### نوروز
هنگام تحویل سال افراد خانواده دور سفره یا مشابه آن هفت سین که با ظرافت و سلیقه خانم خانه چیده شده می‌نشینند و در حالیکه پدر خانواده دعای تحویل می‌خواند منتظر سال نو می‌شوند. در گذشته که امکانات ارتباطی مانند رادیو و تلویزیون نبود با تیراندازی یا گفتن اذان سال جدید را به همه اعلام می‌داشتند. بعد از این که سال نو شد کسی (معمولاً بچه‌ها) که به عنوان مادرمه (مارمه) انتخاب شده با مجمعی که در آن قرآن، آیینه، اب، سبزه و شاخه‌های سبز جوان قرار دارد وارد خانه می‌شود چهارگوشه اتاق‌ها را آب می‌پاشد قرآن را کنار سفره هفت سین می‌گذارد و شاخه‌های تازه سبز شده و دارای شکوفه (معمولاً از درخت گوجه سبز) را به این نیت که سال سرسبز و خوش و خرمی برای خانواده باشد، جلوی در اتاق آویزان یا روی طاقچه اتاق می‌گذارد. در این روز مادر خانه، غذای عید، سبزی پلو با مرغ یا گوشت درست می‌کند. علاوه بر آن بعضی هم غذایی به عنوان خیرات برای اموات می‌پزند و بین مردم پخش می‌کنند.

### تیرما سیزده شو
جشن تیرگان که در زبان محلی به آن تیرما سیزده شو گفته می‌شود، همان جشن معروف ایرانیان باستان است که در تاریخ باستانی تبری مصادف با دوازدهم آبان می‌شود. در رابطه با تاریخچه این جشن نیز روایات مختلفی وجود دارد. برخی پیروزی کاوه بر ضحاک را مبنای جشن تیرما سیزده شو می‌دانند و برخی از مردم روستاها معتقدند که تیرگان شب تولد علی است؛ ولی برخی نیز معتقدند که جشن تیرما سیزه شو یکی از کهن‌ترین جشن‌های ایرانیان و مردم استان مازندران می‌باشد و ارتباطی به تولد علی یا اسلام ندارد. این جشن در تاریخ پیش از اسلام در ایران بزرگ وجود داشته است. یکی از قوی‌ترین حدس‌ها در این مورد، روز پرتاب تیر توسط آرش از دماوند کوه در آمل است به‌طوری‌که مردم سه روز را صرف این مراسم می‌کنند که روز اول را در سوگ آرش عزاداری می‌کنند و روز دوم و سوم را در شادی مشخص شدن مرز ایران جشن می‌گیرند.
تیرما سیزده شو به لال آنه شو هم معروف است با برپایی آیین‌های ویژه و آماده کردن خوراکی‌های سیزده‌گانه جشن گرفته می‌شود. در گذشته و هنوز در بعضی از روستاها مردم لفور در این شب همه خانواده کنار هم جمع می‌شوند و تا پاسی از شب به خوردن تنقلات و گوش دادن به قصه و افسانه‌های بزرگ‌ترها سپری می‌شود. در گذشته در غروب روز سیزده جوانان هم با در دست داشتن چند ترکهٔ بلند با کیسه‌ای به انتهای آن بسته شده است، همراه کودکان به در خانه‌ها رفته و با سر و صدا و کوبیدن چوب به درخانه‌ها و لال‌بازی و گاهی همراه با خواندن این شعر لال آنه، لال آنه، آبی قدکدار آنه، پار بورده امسال آنه از صاحب خانه تقاضای هدیه می‌کنند و صاحبخانه هم اغلب به آن‌ها پول، میوه و شیرینی می‌دهد. در این شب افزون بر خوراک‌هایی که مناسب مهمانی است بنابر رسم هر محل خوراکی‌هایی ویژه‌ای نیز تدارک دیده می‌شود. بعضی هم برای این جشن خوراکی‌هایی تهیه می‌کرنند که به لهجه محلی به آن «خاچی» گوفتند؛ و عبارت بود از از انواع شیرینی‌ها که در خانه تهیه می‌شود و شیرینی دستی به نام پتو بزه نون و شیرینی دیگری به نام کماج گردو و سنجد و شیرینی و میوه و چای را روی کرسی می‌گذارند و افراد خانواده دور آن جمع می‌شوند. شگون چوب خوردن از لال نیز از دیگر مراسم مخصوص این جشن است. به گونه‌ای که در برخی از شهرها این مراسم به لال شو معروف است. در این شب شخصی با لباس مبدل، دستمالی به سر بسته و صورتش را سیاه می‌کند و مانند لال‌ها با کسی حرف نمی‌زند. این شخص که او را لال، لال مار و لال شش می‌گویند با همراهی چند نفر وارد خانه‌های محل می‌شود و با چوب و ترکه‌ای که در دست دارد، ضربه‌ای به ساکنان خانه می‌زند. مازندرانی‌ها آمدن لال را به خانه و کاشانه خود به فال نیک می‌گیرند و باور دارند که لال هر کس را بزند تا سال دیگر مریض نمی‌شود.
به گفته روح الامینی در ادبیات قرن‌های چهارم و پنجم، نمونه‌های زیادی را می‌توان یافت که نشان از بودن تیرماه در فصل خزان دارند. صادق کیا نیز دربارهٔ محاسبه ماه‌های سال بر پایه گاه‌شماری فرس قدیم در مازندران (طبرستان) می‌نویسد: «اکنون نوروز آنان (مازندرانی‌ها) در نیمه دوم «اونه ماه» (آبان ماه)، و تیرماه آنان در پاییز است تیرگان را در پاییز جشن می‌گیرند. جشن تیرماه سیزه شو، که در کتاب شرح بیست باب ملا مظفر، از آن به نام نوروز تبری یاد شده، در گذشته در شهرهای سواد کوه، سنگسر، شهمیرزاد، فیروزکوه، دماوند، بهشهر، دامغان، ماها، ساری، بابل، آمل، نوشهر، شهسوار و طالقان برگزار می‌شده است و هم‌اکنون نیز در آمل و کندلوس و دیگر شهرهای مازندران جشن گرفته می‌شود. همچنین همه ساله در ایام جشن تیرماسیزده شو مردم منطقه شیخ موسی بابل و شهر رینه آمل جشن گسترده‌ای را در این رابطه برپا می‌کنند.